# Dudley Robert Herschbach
Dudley Robert Herschbach (São José (Califórnia), 18 de junho de 1932) é um químico estadunidense.
Conjuntamente com Yuan Lee e John Charles Polanyi, foi laureado com o Nobel de Química de 1986 devido aos seus contributos relativamente às dinâmicas de processos elementares químicos.